# I’m Coming Out
I’m Coming Out ist ein Lied von Diana Ross aus dem Jahr 1980, das von Nile Rodgers und Bernard Edwards geschrieben wurde. Es erschien auf dem Album Diana.

## Geschichte
1979 schrieben Rodgers und Edwards den Song. I’m Coming Out war ursprünglich als Duett mit Aretha Franklin geplant, doch später beschloss man, Diana Ross den Song alleine singen zu lassen. Zur Songidee ließ sich das Duo durch einige Dragqueens inspirieren, die sie auf dem Weg zum Tonstudio sahen.
Das Posaunensolo stammt von Meco. Rodgers fragte ihn, da er sein Nachbar war, ob er das Solo im Lied spielen wollte, und dieser willigte daraufhin ein.
Die Veröffentlichung fand am 22. August 1980 statt.

## Musikvideo
Im Musikvideo singt Diana Ross den Song mit einigen Studiomusikern live bei einem Konzert.

## Rezeption

### Chartplatzierungen
| ChartsChartplatzierungen       | Höchstplatzierung | Wochen |
| ------------------------------ | ----------------- | ------ |
| Deutschland (GfK)              | 32 (11 Wo.)       | 11     |
| Vereinigte Staaten (Billboard) | 5 (23 Wo.)        | 23     |
| Vereinigtes Königreich (OCC)   | 13 (10 Wo.)       | 10     |

| ChartsJahrescharts (1981)      | Platzierung |
| ------------------------------ | ----------- |
| Vereinigte Staaten (Billboard) | 98          |

### Auszeichnungen für Musikverkäufe
| Land/Region                  | Auszeichnungen für Musikverkäufe (Land/Region, Auszeichnung, Verkäufe) | Verkäufe |
| ---------------------------- | ---------------------------------------------------------------------- | -------- |
| Dänemark (IFPI)              | Gold                                                                   | 45.000   |
| Kanada (MC)                  | Platin                                                                 | 150.000  |
| Neuseeland (RMNZ)            | Platin                                                                 | 30.000   |
| Vereinigtes Königreich (BPI) | Platin                                                                 | 600.000  |
| Insgesamt                    | 1× Gold · 3× Platin ·                                                  | 825.000  |

## Coverversionen
- 1997: The Notorious B.I.G. feat. Mase & Sean Combs (Mo Money Mo Problems) (Sample)
- 1997: Hella von Sinnen (Mein Coming Out)
- 2002: Amerie